# Cixidia shikokuana
Cixidia shikokuana är en insektsart som först beskrevs av Hajime Ishihara 1954.  Cixidia shikokuana ingår i släktet Cixidia och familjen vedstritar. Inga underarter finns listade i Catalogue of Life.